# Юстова Єлизавета Іванівна
Єлизавета Іванівна Юстова ((13 (26) квітня 1900 , Тамбов  — 27 лютого 1999 , Тамбов )) — радянський і російський архітектор, художник, краєзнавець. Член Спілки архітекторів СРСР.

## Біографія
Народилася 1900 року в Тамбові, в сім'ї відомого лікаря-практика, дослідника, доктора медицини Івана Яковича Юстова .
У 1920 році закінчила жіночу гімназію . Переїхавши до Петрограда (Ленінград), вступила і в 1926 році закінчила Ленінградський Вищий художньо-технічний інститут (ВХУТЄЇН), факультет архітектури. Вільно володіла англійською, французькою та німецькою мовами .
З 1929 року вела проєктні роботи в Ленінграді. У 1934 прийнята до Союзу архітекторів СРСР .
У роки німецько-радянської війни 1941—1945 років перебувала у блокадному Ленінграді та Тамбові, де у 1942—1944 роках працювала над проєктами маскування військових об'єктів.
З 1944 року працювала у Києві (після його звільнення частинами Червоної Армії). Розробляла проєкти на відновлення зруйнованих під час боїв населених пунктів.
З 1949 року викладала в Інституті монументального живопису та скульптури Академії архітектури Української РСР .
Вже будучи на пенсії, 1970 року повернулася до Тамбова. Обстежила історичні та архітектурні пам'ятки міста та області, випустила серію буклетів «По містах Тамбовського краю». Багато виступала з лекціями та в періодичній пресі з проблем збереження культурної спадщини. У 1979 році у співавторстві з М. М. Максимовим видала книгу «Тамбов: пам'ятки архітектури».
Була одним із ініціаторів відновлення Троїцького та Боголюбського соборів у містах Моршанську та Мічурінську Тамбовської області .
Померла 27 лютого 1999 року у Тамбові, на 99-му році життя.

## Нагороди
- Нагороджена орденом " Знак Пошани ".

## Основні публікації
- Юстова Е. И. Типовые проекты малоэтажных жилых домов. — Киев, 1946.
- Юстова Е. И. Монументально-декоративное искусство в клубах Донбасса. — Киев, 1953.
- Юстова Е. И. Плафонная живопись в различных системах перекрытий. — Киев, 1955.
- Юстова Е. И. Сохранить своеобразие города: (реконструкция Тамбова и охрана построек XIX—XX вв.) // Тамбовская правда. — 1978. — 12 січня. — С. 2.
- Юстова Е. И., Максимов М. М. Тамбов: памятники архитектуры. — Воронеж: Центр.-Чернозем. кн. изд-во, 1979. — 60 с.
- Юстова Е. И. Архитектор Григорьев // Тамбовская правда. — 1982. — 16 січня. — С. 2.
- Юстова Е. И. Сохранить для новой жизни: (о бережном отношении к памятникам деревянного зодчества) // Тамбовская правда. — 1982. — 20 січня.